# Чуб Григорій Васильович
Григорій Васильович Чуб (15 листопада 1907, село Яреськи, тепер Миргородського району Полтавської області — після 1973) — український радянський діяч, голова Чернігівського райвиконкому Чернігівської області, заступник голови Львівського облвиконкому.

## Біографія
Народився в родині селянина-середняка. Закінчив семирічну школу, а в 1926 році — сільськогосподарську школу.
У 1926—1930 роках — студент Полтавського сільськогосподарського інституту.
У 1930—1931 роках працював старшим агрономом райколгоспспілки в Новгород-Сіверському районі Чернігівщини; служив у Червоній армії. У 1931—1932 роках — старший агроном Котівської машинно-тракторної станції (МТС) Чернігівського району. У 1932—1933 роках — головний агроном Чернігівського «Облтрактора». У 1933—1935 роках — старший агроном Котівської машинно-тракторної станції (МТС) Чернігівського району. Член ВКП(б).
У 1935—1937 роках — інспектор Чернігівського обласного цукротресту. Потім працював в Чернігівській обласній плановій комісії. З 1939 по серпень 1941 року — на відповідальній роботі в Сумській області та в Добрянському районі Чернігівської області.
У серпні 1941 року евакуйований до Новосибірської області РРФСР, де по квітень 1943 року працював головним агрономом та завідувачем Убинського районного земельного відділу.
19 жовтня 1943 — 25 червня 1947 року — начальник планового відділу Чернігівського обласного управління сільського господарства.
У 1947—1953 роках — головний агроном та завідувач Чернігівського районного земельного відділу, начальник Чернігівського районного управління сільського господарства та заготівель Чернігівської області.
10 жовтня 1954 — 14 травня 1955 року — голова виконавчого комітету Чернігівської районної ради депутатів трудящих Чернігівської області.
З травня 1955 по 4 лютого 1956 року — в.о. заступника голови виконавчого комітету Львівської обласної ради депутатів трудящих.
4 лютого 1956 — 12 червня 1962 року — заступник голови виконавчого комітету Львівської обласної ради депутатів трудящих з питань сільського господарства. З травня 1962 року — начальник Львівського обласного управління виробництва і заготівель сільгосподарських продуктів.
12 червня 1962 — 12 січня 1963 року — 1-й заступник голови виконавчого комітету Львівської обласної ради депутатів трудящих — начальник обласного управління виробництва і заготівель сільгосподарських продуктів.
12 січня 1963 — 17 грудня 1964 року — 1-й заступник голови виконавчого комітету Львівської сільської обласної ради депутатів трудящих — начальник обласного управління виробництва і заготівель сільгосподарських продуктів.
З 17 грудня 1964 по 1965 рік — начальник обласного управління виробництва і заготівель сільськогосподарських продуктів Львівського облвиконкому. У 1965 — 27 березня 1973 року — начальник обласного управління сільського господарства Львівського облвиконкому.
З березня 1973 року — персональний пенсіонер.

## Нагороди
- орден Леніна (26.02.1958)
- ордени
- медалі